# Pagan av Bulgarien
Pagan av Bulgarien, död 768, var en bulgarisk monark. Han var regerande khan av Bulgarien mellan 767 och 768.